# Filmweb
Filmweb (Filmweb.pl) – polski serwis internetowy poświęcony filmom i ludziom kina. Druga co do wielkości baza filmowa na świecie, po IMDb.com (na dzień 26 marca 2015 roku Filmweb zawiera informacje o 598 775 filmach, 50 529 serialach, 23 885 grach wideo i 2 278 691 ludziach filmu). Zawiera informacje o filmach ze 187 krajów, 9 byłych, 2 krajów, które zmieniły swoją nazwę na inną i 14 części należących do innych krajów (4 nieuznawane państwa, 5 autonomii, 1 byłą autonomię i 4 terytoria zależne).

## O Filmwebie
Współtworzony aktywnie przez internautów. Dzięki rozbudowanemu systemowi formularzy, każdy zarejestrowany i zalogowany użytkownik otrzymuje możliwość dodawania do bazy nowych filmów i osób związanych z kinem, wprowadzania poprawek do istniejących już opisów bądź też ich rozbudowywania.
Informacje wprowadzone do systemu są sprawdzane i ewentualnie korygowane przez użytkowników portalu posiadających stosowne uprawnienia. Za swoją działalność na serwisie każdy zalogowany czytelnik otrzymuje punkty.
Oprócz obszernej bazy danych istnieje również rozbudowany serwis społecznościowy. Po rejestracji każdy z czytelników otrzymuje do dyspozycji własną stronę, na której publikowane są informacje na jego temat, archiwizowane na portalu, jak również istnieje możliwość założenia własnego bloga.
Zawiera także codzienne informacje ze świata filmu, recenzje, zapowiedzi premier kinowych, Blu Ray i DVD, zwiastuny, tapety, galerie zdjęć, fora dyskusyjne, box office, repertuar kin w całej Polsce, program TV, rankingi, pasaż, konkursy, informacje o dystrybutorach i festiwalach filmowych.
Użytkownicy po ocenieniu pewnej liczby filmów, mają możliwość znalezienia tzw. „gustopodobnych”, którzy ocenili filmy podobnie, a także mają dostęp do Rekomendacji, czyli listy pozycji, które mogą leżeć w ich własnym guście.

## Historia
- 18 marca 1998 – Filmweb zadebiutował w sieci.
- 20 stycznia 2000 – jako pierwszy polski serwis internetowy Filmweb udostępniono przez protokół WAP.
- Od 2005 – funkcjonuje również dział Filmweb PRO adresowany do przedstawicieli branży filmowej.
- W styczniu 2006 – Filmweb odnotował ponad 1 900 000 odwiedzin różnych osób (badania gemiusTraffic).
- W 2008 jako wyłączny internetowy patron mediowy Filmoteki Narodowej, rozpoczął prowadzenie działu publicystycznego pt. Powiększenie oraz cyklicznie uzupełnia własny kanał tematyczny na YouTube – Filmweb.tv o kreacje: Nakręceni (humorystyczne analizy filmów) i Cięcie (krótka seria zapowiedzi aktualnych nowości kinowych).
- W 2009 roku – Filmweb znalazł się na 8. miejscu polskiego raportu Google Zeitgeist 2009.
- W październiku 2009 – Filmweb pobił nowy rekord oglądalności. Portal odwiedziło w tym czasie 5 571 783 unikalnych użytkowników, którzy dokonali 134 966 665 mln odsłon (według badania gemiusTraffic).
- 21 maja 2010 – oficjalnie wystartowała wersja beta nowego Filmwebu. Serwis zmienił szatę graficzną, układ treści, a także uruchomił system rekomendacji pod nazwą Gustomierz™.
- 23 sierpnia 2010 – doszło do nieuprawnionego dostępu do archiwalnych danych kilkuset tysięcy użytkowników Filmwebu z 2008 roku. Hasła użytkowników były zakodowane, co utrudniało ich odczytanie. Hasła użytkowników, których zdarzenie dotyczyło, zostały natychmiast zresetowane, aby uniemożliwić osobom niepowołanym zalogowanie się do serwisu. Prawdopodobną przyczyną incydentu była kradzież bazy danych[5].
- 16 września 2010 – wystartowała nowa strona główna Filmwebu. Uruchomiono na niej m.in. szybciej działające menu zapewniające natychmiastowy dostęp do najważniejszych informacji z czterech największych działów portalu: Filmweb24, Bazy, FilmwebTV i Społeczności. Istotną część nowej strony głównej stanowi publicystyka i multimedia z dynamicznie rozwijającego się działu FilmwebTV.
- 18 stycznia 2011 – do istniejącej już bazy filmów, seriali i ludzi kina dodano nową – bazę gier wideo. W chwili uruchomienia zawierała 500 tytułów zarówno na platformę PC, jak i na konsole.
- 18 grudnia 2020 – uruchomiono dwie nowe bazy – postaci oraz światów.